# Сибирь (журнал, Новосибирск)
«Сибирь» — литературный иллюстрированный журнал, издававшийся с 1925 по 1926 год в Новониколаевске (совр. Новосибирск). Издательство: Сибкрайиздат.

## История
Первый номер журнала был издан в сентябре 1925 года. Всего в этом году вышло 8 номеров, которые были богато иллюстрированы рисунками и фотографиями.
Среди читателей журнал стал пользоваться большой популярностью, и уже после выхода пятого номера издательство начало получать прибыль.
В начале 1926 года решением Сибкрайкома ВКП(б) издание «Сибири» было передано редакционно-издательскому комплексу газеты «Советская Сибирь», из-за чего журнал лишился опытных журналистов из «Сибкрайиздата» и в 1926 году после выхода № 3 был закрыт.

## Литераторы
В журнале публиковались известные сибирские литераторы 1920-х годов: В. А. Итин, Г. А. Вяткин, Г. М. Пушкарёв, К. Н. Урманов, С. Н. Марков и др.

## Издания

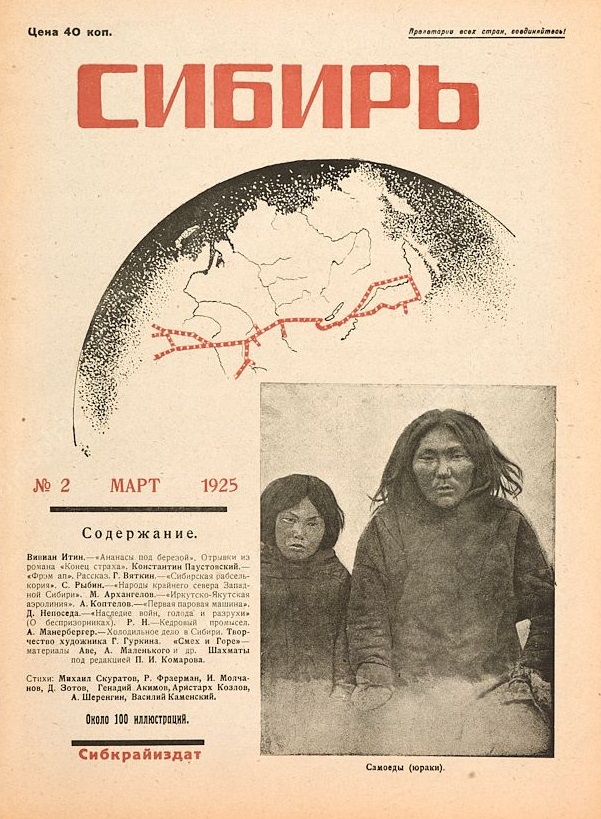
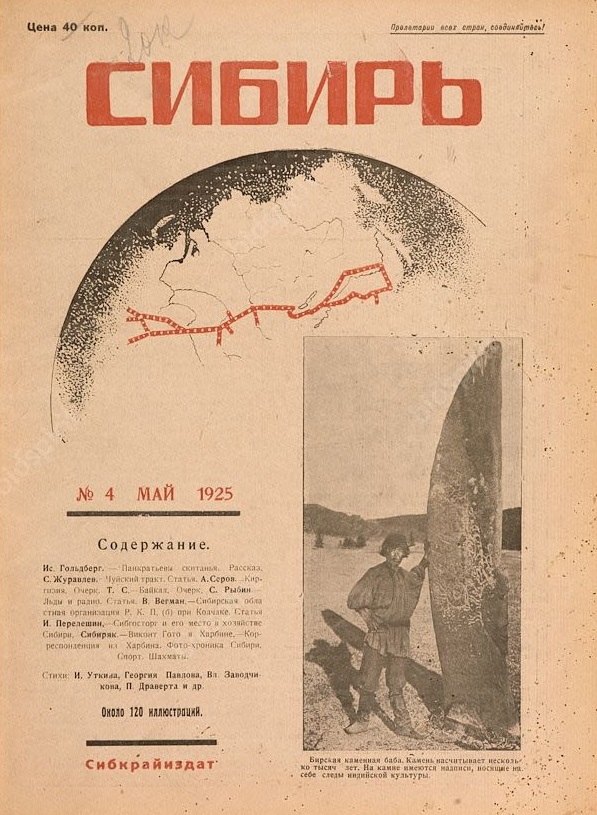